# 田所清克
田所清克（たどころ きよかつ、1948年5月23日-　）は、日本のポルトガル語学・文学者、ブラジル研究者、京都外国語大学教授。

## 略歴
熊本県阿蘇生まれ。警視庁警察学校卒業後、1973年京都外国語大学ブラジル・ポルトガル語科卒業。77年同大学院修士課程修了。ブラジル国立フルミネンセ（リオ）大学大学院に学び、野外地理学研究所（ＦＨＧ）研究員、京都外国語大学助教授、教授。ブラジル民族文化研究センター主幹、大阪府外国人相談顧問、日伯協会理事。専攻は、民族地理学を基盤としたブラジルの地域研究、ブラジル文学。

## 著書
- 『ブラジル カーニバルの国の文化と文学』泰流社 1990
- 『コミュニケーションのブラジルポルトガル語表現』国際語学社 1991
- 『ポルトガル・ブラジル語会話日常のコミュニケーション』国際語学社 1993
- 『ブラジル学への誘い その民族と文化の原点を求めて』世界思想社 2001
- 『ポルトガル語重要基本構文275 読み・書き・話すためのエッセンス』三修社 2004
- 『ブラジル北東部の風土と文学』金壽堂出版 2006
- 『会話と作文に役立つポルトガル語定型表現365 これだけは知っておこう!』ジョアン・ピント編集協力 三修社 2013
- 『ブラジル雑学事典』春風社 2016

### 共編著・監修
- 『ポルトガル語分類語彙』古野菊生共編 大学書林 1983
- 『ポルトガル語基本構文250例』古野菊生共著 大学書林 1984
- 『教育現場のポルトガル語 日本語対照マニュアル集』伊藤奈希砂共著 泰流社 1992
- 『文法+会話 らくらくポルトガル(ブラジル)語』平井正朗共著 国際語学社 1992
- 『郷愁ポルトガル 地果て海始まるところ』監修 泰流社 1993
- 『ポルトガル語長文読解教室 MIR方式』平井正朗共編 国際語学社 1993
- 『メモ式ブラジル・ポルトガル語早わかり』伊藤奈希砂共著 三修社 1994
- 『ゼロから始めるブラジル・ポルトガル語 文法中心』伊藤奈希砂共著 三修社 2000
- 『ブラジル文学事典』伊藤奈希砂共編著 彩流社 2000
- 『すぐにつかえる日本語-ポルトガル(ブラジル)語-英語辞典』岐部雅之共編 国際語学社 2002
- 『まずはこれだけポルトガル(ブラジル)語』岐部雅之共著 国際語学社 2002
- 『異文化を知るこころ 国際化と多文化理解の視座から』奥川義尚,堀川徹共編 世界思想社 2003
- 『新・教育現場のポルトガル(ブラジル)語』伊東奈希砂共監修 国際語学社 2003
- 『ブラジル・ポルトガル語文法の世界』青木義道共著 国際語学社 2003
- 『現代ポルトガル文法』伊藤奈希砂共著 白水社 2004
- 『らくらくブラジル・ポルトガル語文法+演習問題』伊藤奈希砂共著 国際語学社 2005
- 『アミーゴたちのことばブラジル・ポルトガル語』山本アケミ,岐部雅之共著 金嘉堂出版 2006
- 『図と表で整理するブラジル・ポルトガル語文法』伊藤奈希砂共著 国際語学社 2006
- 『すぐにつかえるポルトガル(ブラジル)語-日本語-英語辞典』岐部雅之共編著 国際語学社 2007
- 『ネイティブもうなるブラジル・ポルトガル語会話の本 これ一冊で「話せる」「伝わる」フレーズブック』伊藤奈希砂共著 国際語学社 2007
- 『ブラジルポルトガル語手紙の書き方 手紙・FAX・Eメール』伊藤奈希砂共著 国際語学社 2007
- 『ポルトガル語の会話エッセンス 定型表現集』野中モニカ共著 三修社 2007
- 『社会の鏡としてのブラジル文学 文学史から見たこの国のかたち』伊藤奈希砂共著 国際語学社 2008
- 『あなただけのブラジル・ポルトガル語家庭教師』伊藤奈希砂共著 国際語学社 2009
- 『絵でひけるビジュアル事典 世界のことば 日本語→ブラジル・ポルトガル語』伊藤奈希砂,ペドロ・アイレス共編 国際語学社 2009
- 『日本語-スペイン語-ポルトガル(ブラジル)語-英語4ケ国語辞典 旅行・学習に使える4カ国語対照辞典 日西葡英』伊藤奈希砂,佐藤南共編 国際語学社 2009
- 『ブラジル人児童と先生のためのポルトガル語コミュニケーション』伊藤奈希砂, ペドロ・アイレス共著 国際語学社 2009
- 『ブラジル人の就職に役立つ会話集』伊藤奈希砂,ペドロ・アイレス共著 国際語学社 2009
- 『ブラジルの都市問題 貧困と格差を越えて』住田育法監修 萩原八郎,山崎圭一共編 春風社 2009
- 『ブラジル・ポルトガル語日常会話 パーフェクトフレーズ』伊藤奈希砂,佐藤南共著 国際語学社 2009
- 『頻出順ブラジル・ポルトガル語1500単語 例文で自然に身につく! 初級～中級レベル対応』伊藤奈希砂,佐藤南,ガブリエル・アラウージョ共著 国際語学社 2010
- 『私のブラジル・ポルトガル語手帖 単語絵本とかんたんフレーズ』伊藤奈希砂,ペドロ・アイレス,佐藤南共著 国際語学社 2010
- 『ブラジル文学序説 文学を通して見えてくるこの国のかたちと国民心理。 多様性に富んだ、郷土色豊かな文学の宝庫。』伊藤奈希砂共著 国際語学社 2011
- 『ブラジル・ポルトガル語を学ぼう』伊藤奈希砂, エステル・ミカ・本多共著 国際語学社 2011
- 『中級へのブラジル・ポルトガル語文法』モイゼス・キルク・デ・カルヴァーリョ・フィリョ, ペドロ・カルロス・フレイタス・アイレス共著 三修社 2013

### 翻訳
- ジョゼー・デ・アレンカール『イラセマ ブラジル・セアラーの伝承』彩流社 1998
- ジョゼー・リンス・ド・レーゴ『砂糖園の子』彩流社 2000
- ジョルジェ・アマード『カカオ』彩流社 2001
- アルナルド・ニスキエル著 ヴィクトール・ユゴー絵『パンタナルの冒険』玉川裕子共訳 国際語学社 2003
- 『愛詩てる僕のブラジル抒情歌 日本語対訳ブラジル詩歌集』金壽堂出版 2004
- アルナルド・ニスキエル『悲しい物語 精霊の国に住む民ヤノマミ族』嶋村朋子共編訳 国際語学社 2007
- 五味太郎『言葉図鑑 にほんご・えいご・ポルトガルご・スペインご』ペドロ・アイレス共ポルトガル語訳 恩智敏子スペイン語訳 偕成社 2013

## 論文
- <田所清克